# Sophie Passmann

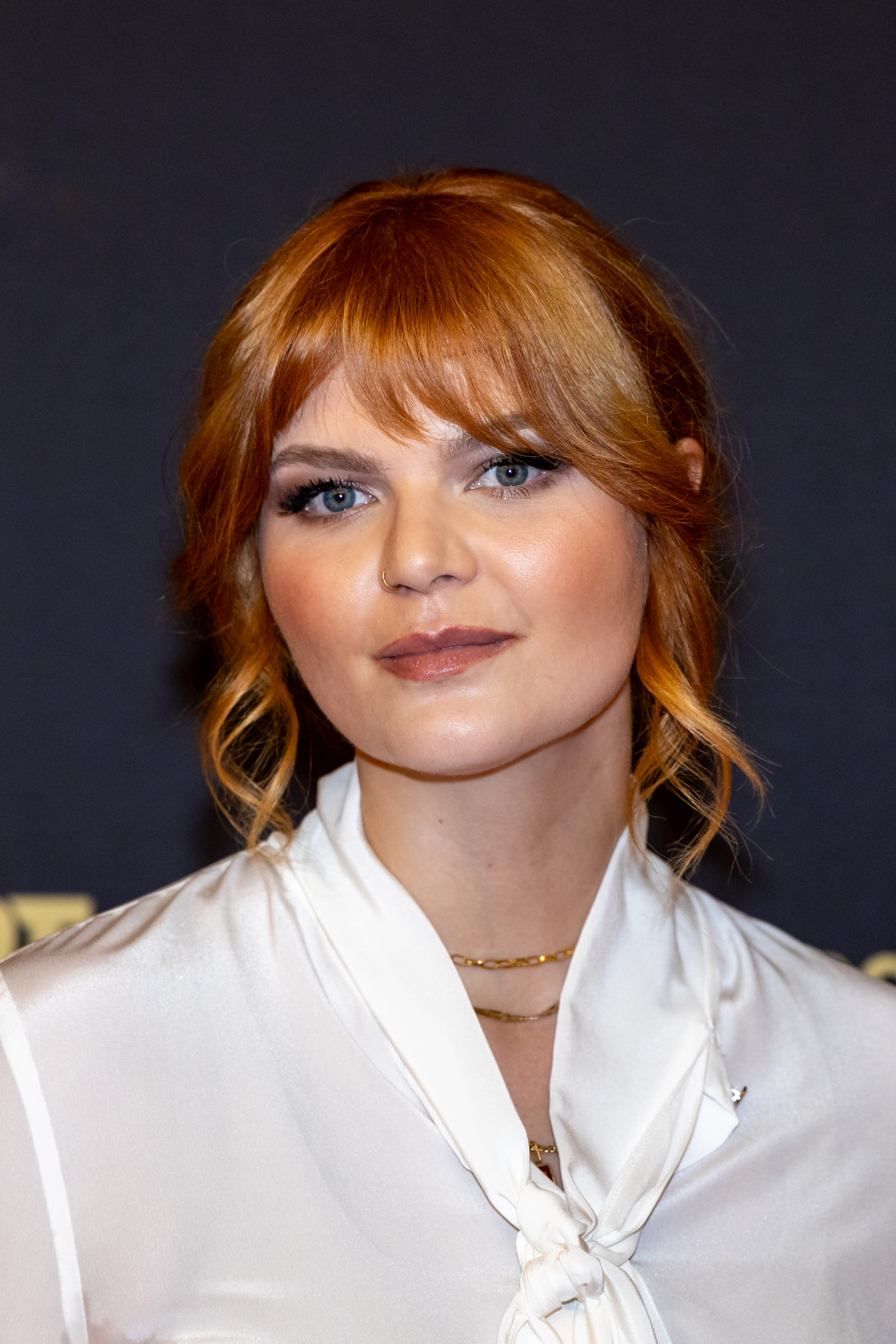
Sophie Passmann (2023)

Sophie Passmann (* 5. Januar 1994 in Kempen als Sophie Isolde Mathilde Paßmann) ist eine deutsche Autorin, Schauspielerin, Moderatorin und Podcasterin.

## Leben
Passmann wurde 1994 in Kempen (Niederrhein) geboren und wuchs in Ettenheim  nach eigenen Angaben in „behüteten Verhältnissen“ auf: „Wie aus dem CDU-Parteiprogramm“ könne man sich ihre Herkunftsfamilie vorstellen.
Mit 15 Jahren trat sie das erste Mal bei einem Poetry-Slam auf, 2011 gewann sie die baden-württembergischen Meisterschaften in der Sparte U20. Nach ihrem Abitur machte sie zunächst ein Volontariat bei Hitradio Ohr in Offenburg, wo sie unter anderem eine Morningshow moderierte. Für ein Interview mit Frank-Walter Steinmeier wurde ihr der Medienpreis der baden-württembergischen Landesanstalt für Kommunikation verliehen.
Nach Ende ihrer Ausbildung wechselte sie zum Jugendradio Dasding und studierte Politikwissenschaft und Philosophie an der Albert-Ludwigs-Universität Freiburg. In einer wöchentlichen Kolumne bei fudder.de schrieb sie während des Erstsemesters über ihre Erlebnisse als Studentin. Am Theater Freiburg moderierte sie über zwei Spielzeiten gemeinsam mit dem Slam-Poeten Tobias Gralke eine Late-Night-Show. Die Internationale Bodensee-Konferenz verlieh Passmann für das Land Baden-Württemberg ihren Kulturpreis in der Sparte „Poetry Slam“, der mit 10.000 Euro dotiert war.
2014 erschien ihre Textsammlung Monologe angehender Psychopathen, die 2017 mit dem Grimmelshausen-Förderpreis ausgezeichnet wurde. 2015 war sie für den deutschen Radiopreis nominiert. Von 2017 bis 2018 schrieb sie die Kolumne Post von Passmann für die Frauenzeitschrift Jolie. Für das Neo Magazin Royale arbeitete sie in unregelmäßigen Abständen als Autorin. Von Januar 2019 bis Oktober 2021 schrieb sie die monatliche Kolumne Alles oder nichts für das Zeitmagazin. Von Januar 2018 bis März 2020 war sie Moderatorin bei 1 Live.
Im März 2019 erschien Passmanns zweites Buch Alte weiße Männer: Ein Schlichtungsversuch, für das sie Gespräche mit bekannten Männern führte. Das Werk wurde in überregionalen Medien überwiegend kritisch besprochen: Es sei „langweilig und larmoyant“ (taz), „ein wenig naiv“ (NZZ) und sie mache sich damit „klein und bedeutungslos“ (FAZ). Die Autorin wurde aber auch als „eine der meinungsstärksten und zugleich unterhaltsamsten Stimmen ihrer Generation“ (Stern) bezeichnet. Sie führe den Geschlechterkampf mit den Waffen Humor und Ironie, ohne ihr wichtiges Anliegen dadurch ins Lächerliche zu ziehen (Deutschlandfunk). 2023 veröffentlichten Nena Brockhaus und Franca Lehfeldt das Buch Alte weise Männer, dessen Titel als Anspielung auf Passmanns Buch gedeutet wurde.
In ihrem 2019 erschienenen Buch über Frank Ocean schrieb Passmann, sie leide unter Depressionen und einer bipolaren Störung. Die Diagnose erhielt sie mit Anfang zwanzig.
Am 13. Mai 2020 moderierte sie die Sendung Männerwelten in der Live-Sendezeit, die beide Moderatoren in ihrer Sendung Joko & Klaas gegen ProSieben erspielten, und thematisierte sexuelle Belästigung und sexuelle Gewalt gegenüber Frauen. Die Sendung erfuhr eine große Resonanz und wurde allein auf YouTube 4,5 Millionen Mal gesehen.
2021 schrieb Passmann mit ihrem Buch Komplett Gänsehaut laut Süddeutscher Zeitung „eine bittere große Kritik ihrer Generation, der Millennials“.
Passmann ist Mitglied der SPD. Sie war Mitglied der 17. Bundesversammlung im Februar 2022.
2022 gab sie in der Prime-Video-Serie Damaged Goods ihr Debüt als Schauspielerin. Die Dramedyserie wurde am 11. Juli 2022 veröffentlicht. Die Serie handelt von fünf Millennials und deren Neurosen.
2022 nahm Passmann bei der Sendung Das Duell um die Welt – Team Joko gegen Team Klaas teil.
Sophie Passmann moderierte die drei Ausgaben der Literatursendung Studio Orange, die vom rbb für die ARD produziert wurde. Sie unterhielt sich mit zwei Schriftstellern über Titel, die ihre Gäste ausgewählt haben. Die Erstausstrahlung am 8. Januar 2023 im Ersten erreichte 0,35 Millionen Zuschauer, das entspricht einer Einschaltquote von 3,3 % bei einem Senderschnitt von 12,1 %. Die Berliner Zeitung schrieb, die neue Sendung ernte „viel Kritik, vor allem für die Moderation“, doch das Format habe „durchaus seine Stärken und Potenzial“. Der rbb ersetzte die Sendung durch ein ähnliches Format mit der Autorin Helene Hegemann.
Gemeinsam mit Tommi Schmitt moderierte sie die Talkshow Neo Ragazzi auf dem Spartensender ZDFneo von September 2023 bis Mai 2025. Die Talkshow hatte über vier Staffeln hinweg eine geringe Zuschauerresonanz im linearen Programm und wurde von Watson sowie kino.de als „Quotenflop“ bezeichnet. Im Mai 2025 gaben die Moderatoren bekannt, dass das Format nicht fortgesetzt wird.
Mit dem im September 2023 erschienenen Pick Me Girls hat Passmann laut Verlagsangabe ihr bislang persönlichstes Buch geschrieben, in dem sie darlegt, dass sie als Jugendliche unter ihrem Aussehen sowie Übergewicht gelitten habe und zeitweilig eine Essstörung hatte. Den titelgebenden Begriff „Pick Me Girls“ definiert sie als Frauen, für die der männliche Blick im Patriarchat und das Begehrtwerden von Männern die höchste Währung sei. Das Buch gelangte auf Platz 1 der Spiegel-Bestsellerliste in der Kategorie Hardcover/Sachbücher.
Im Oktober 2024 brachte Passmann Pick Me Girls in einer von ihr geschriebenen Theaterfassung gemeinsam mit der Regisseurin Christina Tscharyiski auf die Bühne des Berliner Ensembles. Das Theaterstück, in dem Passmann selbst spielt, wurde überwiegend positiv besprochen: Der Abend sei „ein Ereignis, selbst für die vereinzelten weißen alten Männer im Publikum, die nicht unbedingt zur Kernzielgruppe der Show zählen“ (Süddeutsche Zeitung), und „clever durchreflektierte[r] feministische[r] Standup“ (Berliner Zeitung). Passmann spiele „höchst unterhaltsam in einer bewegenden, erhellenden und rasanten One-Woman-Show“ (rbb24).
Gemeinsam mit Matthias Kalle moderierte Passmann von März 2019 bis März 2020 den zweiwöchentlichen Zeit-Online-Podcast Die Schaulustigen, in dem sie Themen rund um das Fernsehen besprachen. Ein ähnliches Format moderierte sie mit Kalle von Juli 2020 bis Juni 2021 bei Audible mit dem wöchentlichen Podcast Jubel & Krawall, in dem sie neben Fernsehen auch andere popkulturelle Themen besprechen. Von August 2019 bis März 2020 moderierte sie für 1 Live den Interview-Podcast Gute Leute. Von Juni 2022 bis Mai 2023 moderierte sie den Podcast Quelle: Internet. 2023 startete Passmann gemeinsam mit Joko Winterscheidt den Podcast Sunset Club. 2024 stellte Winterscheidt diesen Podcast wieder ein. Im März 2025 startete Passmann den Sophie Passmann Podcast.
Passmann ist mit dem Koch Max Strohe liiert.

## Rezeption
Sophie Passmann geriet im Jahr 2018 in die Schlagzeilen, als Twitter einen ihrer satirischen Tweets fälschlicherweise als „hate speech“ einstufte und entfernte. In dem Tweet äußerte sie sich kritisch über die deutsche Tradition, an Silvester „Dinner for One“ zu schauen, was fälschlicherweise als fremdenfeindlicher Kommentar interpretiert wurde. Nach öffentlichem Protest wurde der Tweet jedoch wiederhergestellt. Weiterhin polarisierte ein Interview von Passmann in der Schweizer Frauenzeitschrift annabelle im Juli 2022. Feministinnen wie die Sängerin Achan Malonda warfen Passmann vor, antifeministische Narrative zu bedienen, sowie die Abwertung von rassistischen Erfahrungen. Hengameh Yaghoobifarah dementierte Passmanns Behauptung, sie seien befreundet gewesen, als sie an der Universität Freiburg dieselben Seminare belegt hatten. Unterstützend hingegen äußerten sich unter anderem die Journalisten Ulf Poschardt und Julian Reichelt. Passmann entschuldigte sich für ihre Aussagen. Im Zuge der Debatte nahm Passmann ihren Twitter-Account mit über 200.000 Followern offline. In einem Zeit-Artikel erklärte sie diese Entscheidung mit der grassierenden Hasssprache auf Twitter und dass sie selbst Teil des Problems gewesen sei.
Umstritten war Passmanns Bekenntnis in ihrem Buch Pick Me Girls zu ihren Botox-Eingriffen und Schönheitsoperationen für den von ihr hergestellten Zusammenhang mit Feminismus. Nachdem Passmann gegenüber dem Spiegel aus ihrem Buch zitierte und die entsprechende Stelle selbst als „riskant“ bezeichnete, gab es erneut Kritik.
In ihrem Podcast bezeichnete Passmann im Juni 2024 die Stadt Bochum als „Drecksloch“ und „Scheiß-Stadt“, was verschiedene Medien kritisch aufgriffen. Die Bochum Marketing GmbH veröffentlichte daraufhin eine Stellungnahme und meinte u. a.: „Es ist sehr schade, dass Sophie Passmann offensichtlich während ihres Aufenthalts in Bochum nur sehr wenig von der Stadt gesehen hat“. Gegenüber der Westdeutsche Allgemeine Zeitung bat Passmann für ihre Äußerung um Entschuldigung und ordnete ihre Aussage als ironisch ein.

## Auszeichnungen
Grimme-Preis
- 2021: in der Kategorie „Unterhaltung“ für Joko & Klaas LIVE – Männerwelten (mit Thomas Martiens, Thomas Schmitt und Claudia Schölzel)[81]

Nannen Preis
- 2021: Sonderpreis für „A Short Story of Moria“ und „Männerwelten“ (mit Joko Winterscheidt, Klaas Heufer-Umlauf, Thomas Schmitt, Arne Kreutzfeldt, Claudia Schölzel und Thomas Martiens)

## Bücher
- Monologe angehender Psychopathen oder: Von Pudeln und Panzern. Hirnkost, Berlin 2014, ISBN 978-3-943774-94-8.
- Alte weiße Männer: Ein Schlichtungsversuch. KiWi-Taschenbuch, Köln 2019, ISBN 978-3-462-05246-6.
- Sophie Passmann über Frank Ocean. KiWi-Taschenbuch, Köln 2019, ISBN 978-3-462-05359-3.
- Komplett Gänsehaut. Kiepenheuer & Witsch, Köln 2021, ISBN 978-3-462-05361-6.
- Pick Me Girls. Kiepenheuer & Witsch, Köln 2023, ISBN 978-3-462-00420-5.

## Filmografie
- 2022: Damaged Goods (Fernsehserie)